# 松住町架道橋
松住町架道橋（まつずみちょうかどうきょう）は、東京都千代田区外神田一丁目・二丁目にある鉄道橋（架道橋）である。東日本旅客鉄道（JR東日本）総武本線を通している。

## 概要
関東大震災の震災復興事業として計画され、後に帝都に於ける失業救済事業の一環で、1932年（昭和7年）に総武本線が両国駅から御茶ノ水駅まで延伸された際、松住町交差点（現在の昌平橋交差点）に架けられた橋梁である。東京市電（路面電車）の軌道が交差する、交通量の多い交差点を斜めに跨ぐ必要があり、橋脚を建てると道路交通に甚だしい支障を与えることから、支間を大きく取ることのできるアーチ橋が採用された。また、アーチ部材（アーチリブ）にはトラス構造のブレーストリブアーチが用いられたほか、支点部同士を繋材（タイ）で結んでアーチに働く水平反力を橋桁で受けるタイドアーチ形式が日本の鉄道橋として初めて採用された。
御茶ノ水方面から松住町架道橋を潜ると電気街が広がっており、トラス構造による二重アーチが印象的で、緑色に塗られて目立つため、秋葉原のランドマーク的な要素も持ち合わせている。また、総武線隅田川橋梁・神田川橋梁とともにデザインも優れているため、日本の鉄道橋の象徴的存在にもなっている。

## 諸元
- 種別 - 鋼鉄道橋

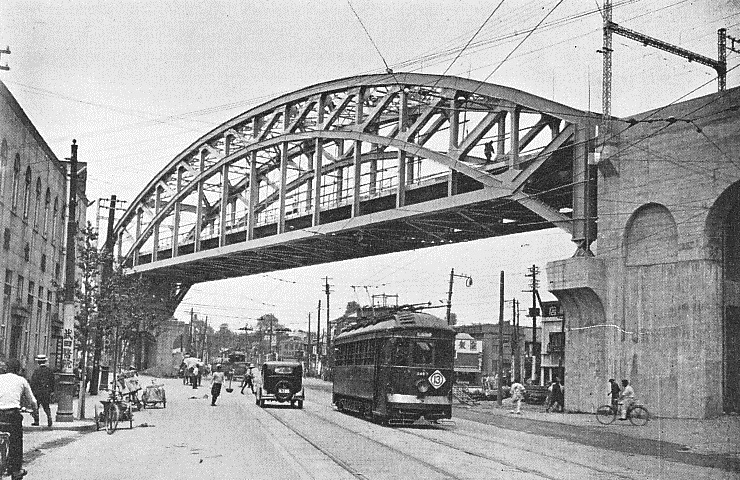
松住町架道橋（1932年8月撮影）

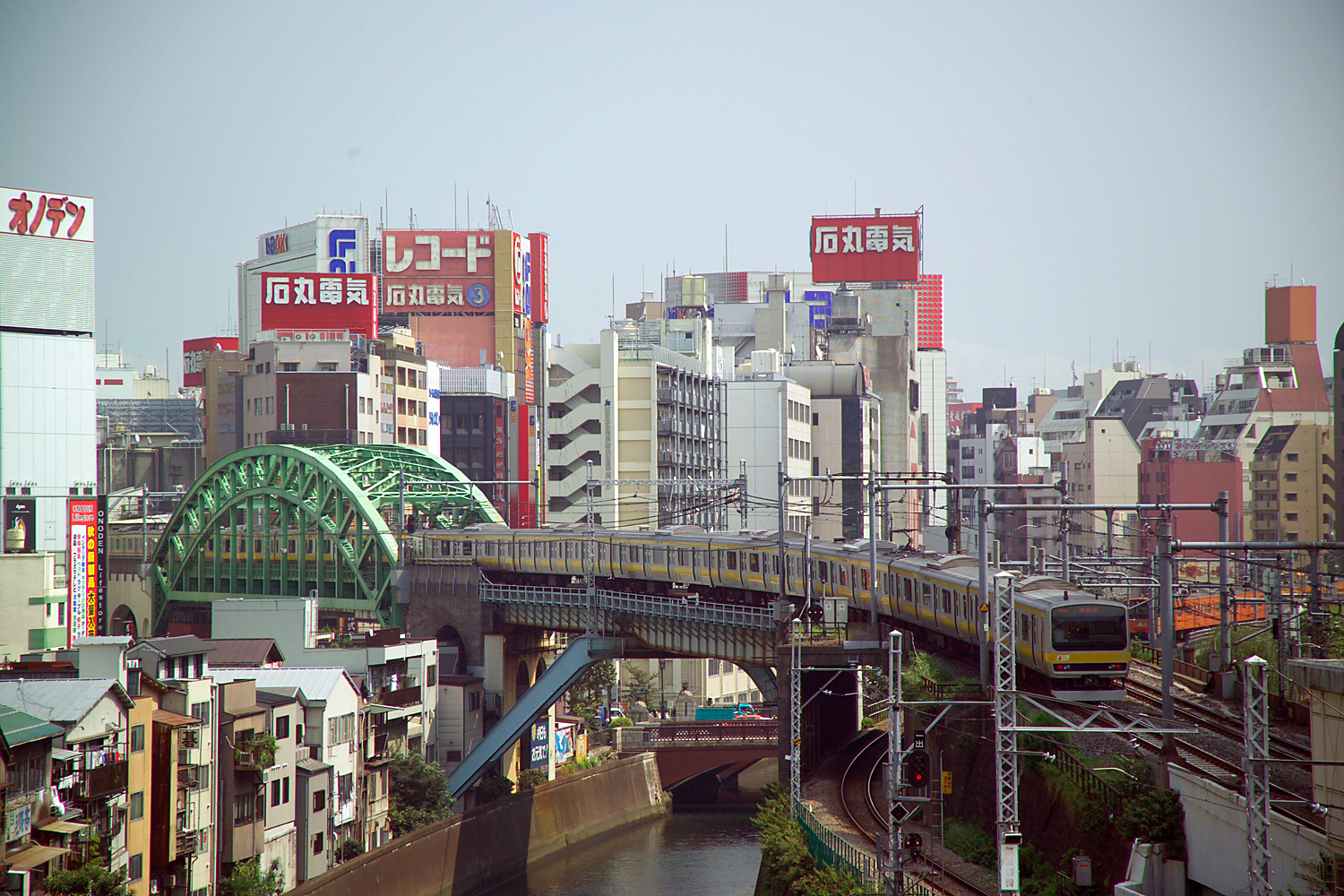
御茶ノ水方面から見た総武線神田川橋梁と松住町架道橋（2005年9月）

- 形式 - 複線下路ブレーストリブタイドアーチ
- 橋床形式 - 道床式バックルプレート桁[3]
- 径間 - 69.50m
- 支間 - 71.96m
- 線数 - 複線
- 幅員 - 8.50m（構中心間）
- 高さ - 10.80m（地上から桁最下端まで）、12.783m（軌条面まで）、22.403m（アーチリブ最上部まで）
- 活荷重 - KS-15
- 鋼重 - 581.469tf
- 設計 - 1931年（昭和6年）9月
- 竣工 - 1932年（昭和7年）5月
- 施主 - 鉄道省
- 請負 - 大林組
- 橋梁設計 - 鉄道省
- 橋桁製作 - 東京石川島造船所（現・IHI）
- 下部工 - 鉄骨鉄筋コンクリート造
- 基礎工 - 鉄筋コンクリート杭（プレキャスト）

## 隣の橋
- 総武本線 （上り方向） - 神田川橋梁 - 松住町架道橋 - 旅籠町高架橋 - 御成街道架道橋 - 秋葉原駅西口橋梁 - （下り方向）